# 2017年电子游戏界
2017年有许多电子游戏发行或预定发行，例如《薩爾達傳說 曠野之息》和《超級瑪利歐 奧德賽》等。

## 事件
1月
- 9日 － 电子游戏编剧Corey May离开Certain Affinity加入2K。
- 12日－英國遊戲開發商Guerrilla Cambridge被索尼關閉。
- 13日 － 任天堂在東京國際展示場并通过任天堂直面会揭露了任天堂游戏机任天堂Switch。
- 13日－臺灣赤燭遊戲第一款作品《返校》於Steam上架。

6月
- 13至15日 － E3 2017于洛杉矶会议中心举办。

## 新硬件
- 1月10日 － 2017年版Shield Android TV
- 3月3日 － 任天堂Switch[1]
- 7月28日 － 新任天堂2DS LL
- 9月29日 － 迷你超級任天堂
- 11月7日 － Xbox One X